# 森川美咲
森川 美咲（もりかわ みさき、8月18日 - ）は、日本の女性声優。兵庫県出身。オフィス薫所属。

## 経歴
アミューズメントメディア総合学院卒業、オフィス薫附属声優養成所卒業。

## 人物
趣味はカラオケ、絵を描くこと。特技は卵料理を作ること。
方言は関西弁。

## 出演作品

### 吹き替え

#### 映画
- ウォールストリート・ダウン
- クロース:孤独のボディーガード（ベス）
- サスペリア
- スカイスクレイパー（ジョージア・ソーヤー〈マッケナ・ロバーツ〉）
- セラとチーム・スペード
- デンジャラス・ビューティー ※日本テレビ版
- デンジャラス・ビューティー2（プリシラ〈モリー・ゴットリープ〉）※日本テレビ版
- MEG ザ・モンスターズ2（サル〈キラン・ソニア・サワル〉）
- Work It 〜輝けわたし!〜（トリニティ〈ブリアナ・アンドラーデ＝ゴメス〉）

#### ドラマ
- ウィッチャー
- オルタード・カーボン シーズン2
- カウボーイビバップ
- 黒い王妃 カトリーヌ・ド・メディシス（若き日のカトリーヌ）
- クープ&キャミ どっちがイイ?（デラウェア）
- ジャスト・ビヨンド 怪奇の学園（マリア）
- 神話クエスト:レイヴンズ・バンケット（ジョー）
- SUITS:ジェシカ・ピアソン
- ディキンスン 〜若き女性詩人の憂鬱〜（アビー）
- ナイトシフト4 真夜中の救命医 ザ・ファイナル（ティナ）
- Mr.コーマン（マンディ、サラ 他）

#### アニメ
- ヒックとドラゴン 受け継ぐ者たち（英語版）（ゼファー）
- ブルーイ（ハニー）

### ボイスオーバー
- アイアン・シェフ：レジェンドへの道

### 舞台
- 運を主義にまかす男（こよ）

### イベント
- ニンジャヒーロー（モモニンジャー）